# Nan Elmoth

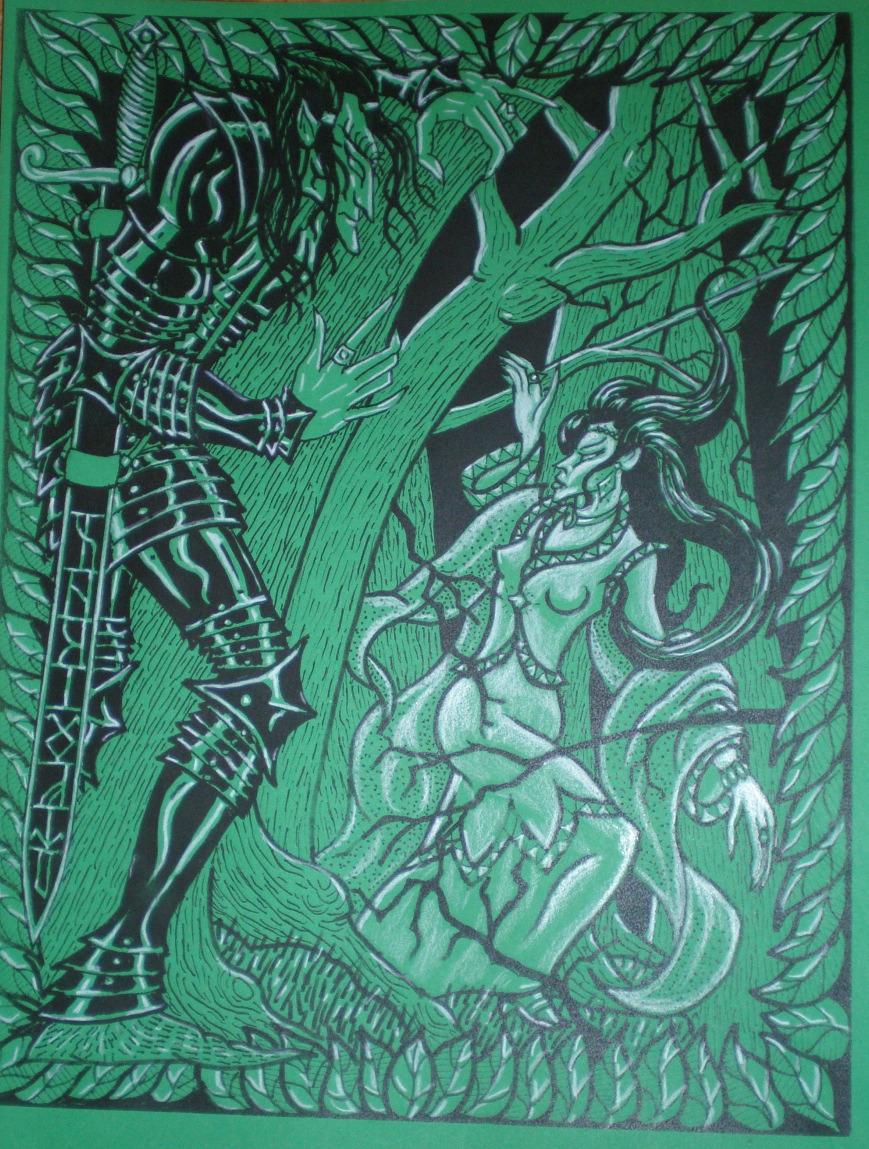
Eöl y Aredhel en Nan Elmoth.

Nan Elmoth ("Valle del crepúsculo estrellado" en sindarin) es un lugar ficticio del legendarium del escritor J. R. R. Tolkien. Es un bosque situado en Beleriand Este, al este del reino de Doriath y al norte de Estolad. El curso del río Celon pasaba al noroeste de Nan Elmoth.
El Rey Elwë de los Teleri solía atravesar los grandes bosques para visitar a su amigo, el Rey Finwë de los Noldor. En una ocasión, Elwë llegó a Nan Elmoth y escuchó a los ruiseñores cantar. Entonces un encantamiento se hizo presa de él y siguió a los pájaros, adentrándose en lo profundo de Nan Elmoth, hasta que llegó a un claro iluminado por las estrellas, y allí encontró a la maia Melian. Cuando Elwë la vio se enamoró de ella y al tocarla quedó inmóvil. Ambos estuvieron mucho tiempo allí en Nan Elmoth y mientras tanto, los árboles del bosque crecieron hasta ser los más altos de la Tierra Media. 
Más tarde, el Elfo Oscuro Eöl se trasladó a Nan Elmoth y allí vivió durante años. Cuando Aredhel se perdió en el bosque, Eöl se enamoró de ella y la hechizó para impedir que pudiera escapar de Nan Elmoth. Allí se casaron y tuvieron un hijo, Maeglin. Años después, cuando Eöl fue invitado a una fiesta por los Enanos de Nogrod, Aredhel y Maeglin aprovecharon la ocasión para escapar de Nan Elmoth.
- Datos: Q947130